# Børsa (localitate)
Børsa este o localitate din comuna Skaun, provincia Sør-Trøndelag, Norvegia, cu o suprafață de 1,06 km² și o populație de 1.408 locuitori (2013).